# الهلال الأحمر السعودي
هيئة الهلال الأحمر السعودي هي هيئة عامة ذات شخصية اعتبارية مستقلة لتقديم الخدمة الطبية الإسعافية بالمملكة العربية السعودية. تأسست سنة 1353 هـ.

## تاريخ الهيئة
في عام 1354هـ ولدت فكرة إنشاء الإسعاف الخيري بالمملكة، كأولِ تنظيمٍ حكومي لتقديم الخدمة الطبية الإسعافية بالمملكة، بعد ذلك صدر الأمر السامي رقم 3306 بتاريخ 2 - 3 - 1354 هـ الموافق 4 - 6 - 1935م في عهد الملك فيصل بن عبدالعزيز بإنشاءِ أول هيئةٍ مستقلة تقوم على تقديم الخدمة الطبية الإسعافية الطارئة بالمملكة، تحت مسمى (جمعية الإسعاف الخيري). وتقدم الجمعية خدماتها وفق ما ورد في المرسوم الملكي، الإسعافات الطبية السريعة لضحايا الأخطار والجرحى والمصابين بعاهاتٍ أو ضعفٍ أو عجزٍ ينتابهم في الطرق أو في أي جهة كانت، ونقلهم بعد إجراء العلاجات الأولية، وتقديم المساعدة بكل الوسائل الموجودة لديها في حال انتشار الأوبئة أو حلول كارثة كبرى كالحريق وغيرة والتعاون مع مديرية الصحة فيما يتعلق بالأمور الصحية، وتعضيد كل عمل أو هيئة من نوع هذه الجمعية يكون غرضها إنسانياً محضاً، وتقوم الجمعية بأعمالها باسم الإنسانية دون أدنى تدخل في المواضيع السياسية.

### الإسعاف الخيري
إيماناً من حكومة جلالة الملك فيصل بن عبد العزيز بضرورة الاستمرار في تقديم الرعاية الطبية الإسعافية ضمن الخدمات المقدمة وبصورة أكثر شمولية واستقلالاً، جاءت فكرة إنشاء جمعية أهلية عام 1353 ه من قبل جماعة من المحبين (من أعيان مكة وأهلها) لفعل الخير لتقديم الإسعافات الأولية والخدمات الصحية، حيث لاحظوا مقدار المعاناة التي يتكبدها الحجاج في أثناء تأديتهم مناسكهم وما يتعرضون له من الإصابة بالإجهاد الحراري وضربات الشمس والإعياء من الأمراض وتقدم غالبية الحجاج بالعمر، فقد كان المصابون والمرضى ينقلون بواسطة أقاربهم وذويهم بطرق غير صحية إلى مستشفى أجياد، وهو المستشفى الوحيد الذي كان في مكة المكرمة في ذلك الوقت، فكان كل ذلك يزيد من المعاناة وحدوث مضاعفات، فضلا عن تعريض البعض منهم للوفاة نتيجة تأخرهم في الوصول للمستشفى. وبناء على ذلك جاء المقترح بإنشاء جمعية أهلية تقدم الإسعافات الأولية والخدمات الصحية وتنقل المرضى والمصابين، ويذكر بعض ممن عملوا في الإسعاف الخيري أن جلالة الملك فيصل بن عبد العزيز -رحمه الله- كان ممن اقترحوا فكرة إنشاء الإسعاف الخيري عندما كان نائبا في الحجاز لوالده جلالة الملك عبدالعزيز بن عبدالرحمن -رحمه الله- وبعد ذلك رفع الاقتراح إلى جلالة الملك، فاستحسن الأمر، وأصدر أمره السامي الكريم رقم 3306 بتاريخ 2/ 3/ 1354 ه الموافق
لعام 1935 م بتشكيل «جمعية الإسعاف الخيري» في المملكة العربية السعودية، وبقى جلالته رئيس شرف للجمعية، بينما أسندت رئاسة الجمعية لنائبه العام آنذاك الأمير فيصل بن عبد العزيز، يرحمه الله.

### هيئة الهلال الأحمر السعودي
صدر عن مجلس الوزراء ليوم الاثنين الموافق 24/12/1429هـ قراراً يقضي بتحويل مسمى جمعية الهلال الأحمر السعودي إلى هيئة الهلال الأحمر السعودي (بالإنجليزية: Saudi Red Crescent Authority)‏.

## رؤساء الهلال الأحمر السعودي
| الرئيس                                        | الفترة                          |
| --------------------------------------------- | ------------------------------- |
| جلالة الملك فيصل بن عبد العزيز                | رئيس فخري لجمعية الإسعاف الخيري |
| عبد العزيز مدرس                               | 1383هـ-1403هـ                   |
| د.حمد عبدالله الصقير                          | 1403هـ-1418هـ                   |
| د.عبد الرحمن بن عبد العزيز السويلم            | 1418هـ-1425هـ                   |
| د.صالح بن حمد التويجري (مكلف)                 | 1425هـ - 1427 هـ                |
| الأمير فيصل بن عبد الله بن عبد العزيز آل سعود | 1427 هـ - 1437 هـ               |
| د.محمد بن عبد الله القاسم                     | 1437 هـ - 1442 هـ               |
| د. جلال بن محمد العويسى                       | 1442 هـ حتى تاريخه              |

### أعضاء هيئة الإسعاف الخيري
القائمة:
| المنصب          |                                      |
| --------------- | ------------------------------------ |
| الرئيس الأول    | الشيخ عبد الله الشيبي                |
| الرئيس الثاني   | الشيخ محمد شطا                       |
| العضو           | الشيخ حامد عبد المنان                |
| العضو           | الشيخ عبد الحميد الحديدي             |
| العضو           | الشيخ أحمد إبراهيم غزاوي             |
| العضو           | الشيخ محمد صدقة عبد الغني            |
| العضو           | الشيخ عبد الله عراقي                 |
| العضو           | الشيخ محمد هرساني                    |
| العضو           | الشيخ عبد الوهاب آشي                 |
| العضو           | الشيخ عرابي سجيني                    |
| عضو وأمين صندوق | الشيخ عبد الرحمن مظهر                |
| العضو           | الشيخ عبد الوهاب نائب الحرم          |
| العضو           | الشيخ علي كتبي                       |
| العضو           | الشيخ محمد نور فطاني                 |
| العضو           | الشيخ مهدي بيك مدير الشرطة العام     |
| العضو           | الشيخ محمد حمدي بيك مدير الصحة العام |
| العضو           | الشيخ محمد آشي                       |
| العضو           | الشيخ عبد الله حجازي                 |
| العضو           | الشيخ محمود قطان                     |
| العضو           | الشيخ صالح محجوب                     |
| العضو           | الشيخ عبد الله آشي.                  |

## المهام والأهداف
تقوم الهيئة في سبيل تحقيق أهدافها بالمهام التالية:
- الاستعداد والعمل في زمن السلم والحرب بصفتها مساعدة للإدارات الطبية في القطاعات العسكرية على سبيل التعاون والتكامل لمصلحة جميع - ضحايا الحروب المدنيين والعسكريين في جميع الأحوال المنصوص عليها في اتفاقيات جنيف الأربع لعام ١٩٤٩ م والبروتوكولين الإضافيين لها لعام ١٩٧٧ م، ويشمل ذلك على وجه خاص ما يلي:
  - نقل الجرحى والمرضى، وإنشاء وتشغيل مستشفيات الهلال الأحمر السعودي في المواقع التي تحددها القيادة العسكرية. -
  - توفير وسائل نقل ومساعدة ضحايا الحرب. -
  - التوسط في تبادل المراسلات الخاصة بأسرى وضحايا الحرب. -
  - العمل على توفير وتخزين وسائل ومعدات الإيواء والأدوية وجميع ما يلزم لعلاج المرضى والجرحى والعناية بالأسرى. -
- تمثيل المملكة أمام الجهات الدولية المختصة بوصفها الجهة الوحيدة التي تمثل الهلال الأحمر في المملكة.
- تقديم الخدمات الإسعافية الطبية بوصفها المقدم الرئيس لهذه الخدمة في المملكة، ويشمل ذلك النقل الإسعافي، والخدمات الصحية لمرحلة ما قبل المستشفى للمرضى والمصابين في الحوادث والكوارث.
- الاستعداد والاستجابة لحالات الكوارث، والإسهام في تقديم خدمات الإغاثة داخل المملكة وفقا للخطة الوطنية المعتمدة المنظمة لذلك. -
- المساهمة في تقديم الإغاثة السعودية ومساعدة ضحايا الكوارث خارج المملكة.
- التعاون مع الجهات المختصة في تقديم الخدمات الصحية لحجاج بيت الله الحرام.
- العمل على تدريب أفراد المجتمع على الإسعافات الأولية وكيفية الاستجابة والتعامل مع الكوارث والحوادث، ونشر الوعي والثقافة الصحية، وذلك بالتعاون مع الجهات والمؤسسات التعليمية والتدريبية المتخصصة.
- المساهمة في تقديم الخدمات الصحية والإنسانية والاجتماعية بما يتفق مع أهداف الهيئة.
- نشر المبادئ الإنسانية للحركة الدولية للهلال الأحمر والصليب الأحمر. والقانون الدولي الإنساني لترسيخ القيم الإنسانية في المجتمع.
- توثيق العلاقات وتبادل الخبرات والمساعدات مع عناصر الحركة الدولية للهلال الأحمر والصليب الأحمر وغيرها من الهيئات المماثلة.
- تشجيع أفراد المجتمع ولا سيما فئة الشباب على التطوع في نشاطات الهيئة.
- القيام بغير ذلك من نشاطات وأعمال في زمن السلم والحرب تحقق أهداف الهيئة.

## إحصائيات 2020
مجموع الخدمات الإسعافية الأرضية والجوية التي تقدمها هيئة الهلال الأحمر السعودي للمصابين والمرضى ما قبل المستشفى والبالغ عددها 986645 خدمة اسعافية، شاملة جميع المراكز في جميع مناطق المملكة البالغ عددها 496 مركزًا موزعة على 13 منطقة.
| عدد المراكز الإسعافية في المملكة               | 496    |
| إجمالي عدد الخدمات الاسعافية لجميع فروع الهيئة | 986645 |
| إجمالي الخدمات الإسعافية في موسم الحج          | 11819  |
| إجمالي الحالات المنقولة مع تقديم خدمة إسعافية  | 419996 |
| الحالات الغير منقولة مع عدم تقديم خدمة إسعافية | 371305 |
| الحالات المنقولة عن طريق النقل غير الاسعافي    | 355    |

## برنامج إعادة الروابط العائلية
هو المصطلح العام لمجموعة من الأنشطة التي تهدف للحد من انفصال أفراد الأسرة عن بعضهم البعض واختفائهم وإلى إعادة الاتصال بين العائلات والحفاظ عليه والكشف عن مصير الأشخاص الذين هم في عداد المفقودين.
وقد تتخذ أنشطة إعادة الروابط العائلية أشكالاً متنوعة وفقاً للموقف ومن الأنشطة:
- تنظيم تبادل الأخبار العائلية.
- البحث عن الأشخاص.
- جمع شمل العائلات والإعادة إلى الوطن.

### الروابط الأسرية
إجمالي الحالات التي تم ربطها مع أسرهم في مجال إعادة الروابط الأسرية خلال العام 2020م
| الخدمة                                                                               | المستفيدون                                                               |
| ------------------------------------------------------------------------------------ | ------------------------------------------------------------------------ |
| عدد المكالمات الهاتفية                                                               | 35                                                                       |
| عدد المكالمات المرئية                                                                | 16                                                                       |
| عدد الرسائل                                                                          | 125                                                                      |
| عدد طلبات البحث عن المفقودين                                                         | 21                                                                       |
| متابعة وتسهيل خروج مجموعة من العمالة الوافدة وذلك بعد توقف الطيران بسبب جائحة كورونا | التنسيق لسفر 12 شخص استجابة لطلب إحدى المنظمات الأعضاء في الاتحاد الدولي |
| طلبات من عوائل المحتجزين في سوريا باستعادة أبنائهم الموجودين في المخيمات بسوريا      | ارسال طلبات استعادة لعدد (25) المفقودين من نساء وأطفال في مخيمات سوريا   |

## الفروع
فروع هيئة الهلال الأحمر السعودي:
- فرع منطقة الرياض.
- فرع منطقة مكة المكرمة.[9]
- فرع المنطقة الشرقية.
- فرع منطقة المدينة المنورة.
- فرع منطقة جازان.
- فرع منطقة نجران.
- فرع منطقة تبوك.
- فرع منطقة الحدود الشمالية.
- فرع منطقة حائل.
- فرع منطقة الباحة.
- فرع منطقة القصيم.
- فرع منطقة الجوف.
- فرع منطقة عسير

## الرقم الموحد
997 هو رقم الاتصال الموحد على الإسعاف بالمملكة العربية السعودية والذي تستجيب له فرق الهلال الأحمر بعد تمرير البلاغات على غرف عمليات الاتصال. أما الرقم الموحد لخدمة المستفيدين: 19971.

## الخدمات الإلكترونية

### تطبيق «أسعفني»
هو تطبيق يهدف إلى استقبال بلاغات طلب الخدمة الإسعافية عبر الهواتف الذكية، ويتيح التطبيق للمستخدمين إمكانية إنشاء بلاغ من خلال الهاتف الجوال واستدعاء فرقة إسعافية، وطلب المساعدة من خلال إرسال نداء استغاثة، ومعرفة حالة البلاغ وتتبع مساره. كما يتيح للفرق الإسعافية الاستدلال على موقع المُبلغ. وبالإضافة إلى ذلك، يوفر التطبيق أيضاً إمكانية معرفة المنشآت الصحية القريبة من المستخدم وأرقام الطوارئ للجهات الإغاثية الأخرى، وإمكانية إنشاء معلومات عن التاريخ الطبي. ويدعم التطبيق بشكل رئيسي المستخدمين من فئة ذوي الاحتياجات الخاصّة من الصم والبكم لتقديم البلاغات من خلال إرسال رسالة استغاثة أو طلب الخدمة الإسعافية دون الحاجة إلى إجراء أي مكالمة مع غرفة العمليات. وقد تمت برمجة التطبيق إلى لغات متعددة. إضافة إلى الخدمات الأخرى التي تمت إضافتها، مثل: شرح للإسعافات الأولية، تتبع سيارة الإسعاف عن طريق الخريطة.

### تطبيق المسعف الإلكتروني
تطبيق «المسعف الإلكتروني» هو تطبيق متخصص يربط غرف العمليات بالفرق الإسعافية، ويتيح استقبال بلاغ جديد وقبول أو إلغاء البلاغ، ورسم أفضل المسارات لموقع البلاغ، وتسجيل الملاحظات على البلاغ، واستقبال التعديلات على البلاغ من غرفة العمليات، لتكون غرفة العمليات مطّلعة على مدى جاهزية الفرق الإسعافية وقادرة على متابعتها، بالإضافة إلى رفع التقرير الطبي الإسعافي إلكترونياً. وقد تم في عام 2020م استكمال تشغيل تطبيق المسعف الإلكتروني في جميع مناطق المملكة، وربط التطبيق - وكذلك برنامج CAD الخاص بترحيل البلاغات الإسعافية - بغرف الطوارئ بالمستشفيات ومراكز إدارة الكوارث بوزارة الصحة، وتفعيل دور المستشفى في استلام الحالات ومتابعتها.

## الجوائز
- جائزة دبي الدولية لأفضل مراكز الاتصال نوفمبر 2019 [14]
- جائزة الريادة الإلكترونية للجهات الأعلى تحسناً في قياس التحول للتعاملات الإلكترونية الحكومية 14 مايو 2018 م [15]
- تفخر الهيئة بحصولها على جائزة سمو الشيخ سالم العلي الصباح للمعلوماتية لتميز الهيئة في تطبيق أسعفني.
- تم ترشيح مبادرة «نتعلم لنعبر بسلام» كأفضل (17) مبادرة، من أصل (43) مبادرة مقدمة، ضمن تقرير UNDESA من الأمم المتحدة لاستعراض أهم الاستجابات الرقمية خلال فترة جائحة كورونا في الدول الأعضاء.

## انظر ايضاً
- المنظمة العربية للهلال الأحمر والصليب الأحمر